# Delia pamirensis
Delia pamirensis är en tvåvingeart som beskrevs av Willi Hennig 1974. Delia pamirensis ingår i släktet Delia och familjen blomsterflugor. Inga underarter finns listade i Catalogue of Life.